# Sant'Orsola
Sant’Orsola, även benämnd Sant’Orsola delle Orsoline, är en kyrkobyggnad i Rom, helgad åt den heliga martyren Ursula. Kyrkan är belägen vid Via Livorno i quartiere Nomentano och tillhör församlingen Santa Francesca Cabrini.
Kyrkan förestås av Ursuliner. 

## Historia
Ursulinernas klosterbyggnad med kyrka uppfördes år 1936 efter ritningar av arkitekten Mario Loreti.
Fasaden har en rund relief med änglar och kristna symboler i form av fiskar, lamm, påfåglar och duvor. I koret finns tre glasmålningar: Jungfru Maria flankerad av två änglar.

## Kommunikationer
- Tunnelbanestation – Roms tunnelbana, linje  Bologna
- Busshållplats – Roms bussnät, linje 61